# Svenska Naturskyddsföreningen
Svenska Naturskyddsföreningen (kurz SNF, deutsch „Schwedischer Naturschutzverein“) ist die größte schwedische Umwelt- und Naturschutzorganisation. Organisiert ist die 1909 gegründete SNF in 23 Provinzverbänden und 275 Gemeindeverbänden. Der Verband hat über 200.000 Mitglieder. SNF ist Mitglied der Federation Seas at Risk. Die SNF-Vorsitzende Johanna Sandahl wurde 2019 auch zur Präsidentin des Europäischen Umweltbüros, EEB gewählt.

## Geschichte
1909 wurde die Svenska Naturskyddsföreningen von naturinteressierten Professoren und anderen Interessierten gegründet. Zu Beginn beschränkte sich die Arbeit vor allem auf den Schutz von Gebieten, die Lebensraum bedrohter Arten waren. In den 1970er Jahren mit dem Aufkommen der weltweiten Umweltbewegung weitete sich auch das Arbeitsgebiet der SNF.
Heute vergibt die SNF z. B. eine Art Umweltsiegel namens Bra Miljöval, an Produkte und Dienstleistungen, die nach Ansicht des Vereins umweltverträglich sind. Die Produkte umfassen unter anderem Papier, Waschmittel, Seife, Shampoo und Bleichmittel sowie Dienstleistungen wie Personen- und Gütertransport, Stromanbieter und Lebensmittelhändler.
Die Jugendorganisation von SNF ist Fältbiologerna. Der Jugendverband agiert jedoch unabhängig von SNF und ist organisatorisch autonom.